# Gaius Servilius Casca
Gaius (?) Servilius Casca war ein römischer Politiker des 1. Jahrhunderts v. Chr., der zum Kreis der Caesarmörder gehörte.
Casca war mit Gaius Iulius Caesar befreundet, was ihn aber offenbar nicht hinderte, sich dem Kreis der Verschwörer anzuschließen, dem auch sein Bruder Publius Servilius Casca Longus angehörte.
Das Praenomen Gaius beruht auf der Vermutung, dass er identisch ist mit einem Volkstribun des Jahres 44 v. Chr. namens Gaius Casca, der seine Beteiligung an der Verschwörung ableugnete. Eventuell handelte es sich dabei aber um einen anderen Träger des Cognomens Casca und nicht den Bruder des Publius Servilius Casca.
An den Iden des März führte Publius Servilius Casca den ersten Streich gegen Julius Caesar, doch als seine Klinge abglitt, rief er seinen Bruder zu Hilfe, der den Diktator in die Brust stach, während ein anderer Verschwörer ihn etwa gleichzeitig nur unbedeutend im Gesicht verletzte. Laut dem herbeigerufenen Arzt Antistius war der zweite Stich in die Brust die einzige tödliche Wunde, auch wenn die Wirkung erst mit einiger Verzögerung eintrat. Wolfgang Klemm identifiziert daher den Bruder des Publius Servilius Casca als den eigentlichen Mörder Caesars.